# Ford Trophy 2017/18
Die Ford Trophy 2017/18 war die 47. Austragung der nationalen List-A-Cricket-Meisterschaft in Neuseeland. Der Wettbewerb wurde zwischen dem 3. Dezember 2017 und 24. Februar 2018 zwischen den sechs neuseeländischen First-Class-Mannschaften ausgetragen. Im Finale konnten sich die Auckland Aces gegen die Central Districts Stags mit 6 Wickets durchsetzen.

## Format
Die sechs Mannschaften spielen in einer Gruppe acht Spiele gegen die anderen Mannschaften. Für einen Sieg gibt es vier Punkte, für ein Unentschieden oder No Result zwei und für eine Niederlage keinen Punkt. Ein Bonuspunkt wird vergeben, wenn bei einem Sinn die eigene Run Rate die des Gegners um das 1,25-Fache übersteigt. Des Weiteren ist es möglich, dass Mannschaften Punkte abgezogen bekommen, wenn sie beispielsweise zu langsam spielen. Der Sieger des Turniers wird im Page-Playoff-System ermittelt.

## Resultate

### Gruppenphase
Tabelle
| Teams              | Sp. | S | N | U | R | NR | BP | Ded | Punkte | NRR    |
| ------------------ | --- | - | - | - | - | -- | -- | --- | ------ | ------ |
| Central Districts  | 8   | 6 | 1 | 0 | 0 | 1  | 3  | 0   | 29     | +1.023 |
| Auckland           | 8   | 4 | 3 | 0 | 0 | 1  | 2  | 0   | 20     | +0.198 |
| Northern Districts | 8   | 4 | 2 | 0 | 0 | 2  | 0  | 0   | 20     | −0.117 |
| Canterbury         | 8   | 2 | 4 | 0 | 0 | 2  | 0  | 0   | 12     | −0.109 |
| Wellington         | 8   | 2 | 5 | 0 | 0 | 1  | 0  | 0   | 10     | −0.288 |
| Otago              | 8   | 2 | 5 | 0 | 0 | 1  | 0  | 0   | 10     | −0.736 |

## Play-offs

### Spiel A
| 17. Februar Scorecard | New Plymouth | Auckland 240 (45.5)                     | – | Central Districts 191-3 (25.4/32) |
|                       |              | Central Districts gewinnt mit 7 Wickets |   |                                   |

### Spiel B
| 17. Februar Scorecard | Whangārei | Canterbury 287 (49.2)           | – | Northern Districts 119 (31.2) |
|                       |           | Canterbury gewinnt mit 168 Runs |   |                               |

### Spiel C
| 21. Februar Scorecard | Auckland | Auckland 304-6 (50)           | – | Canterbury 197 (37.2) |
|                       |          | Auckland gewinnt mit 107 Runs |   |                       |

### Finale
| 24. Februar Scorecard | New Plymouth | Central Districts 197 (46.4)   | – | Auckland 201-4 (32.4) |
|                       |              | Auckland gewinnt mit 6 Wickets |   |                       |